# Cezary Obracht-Prondzyński

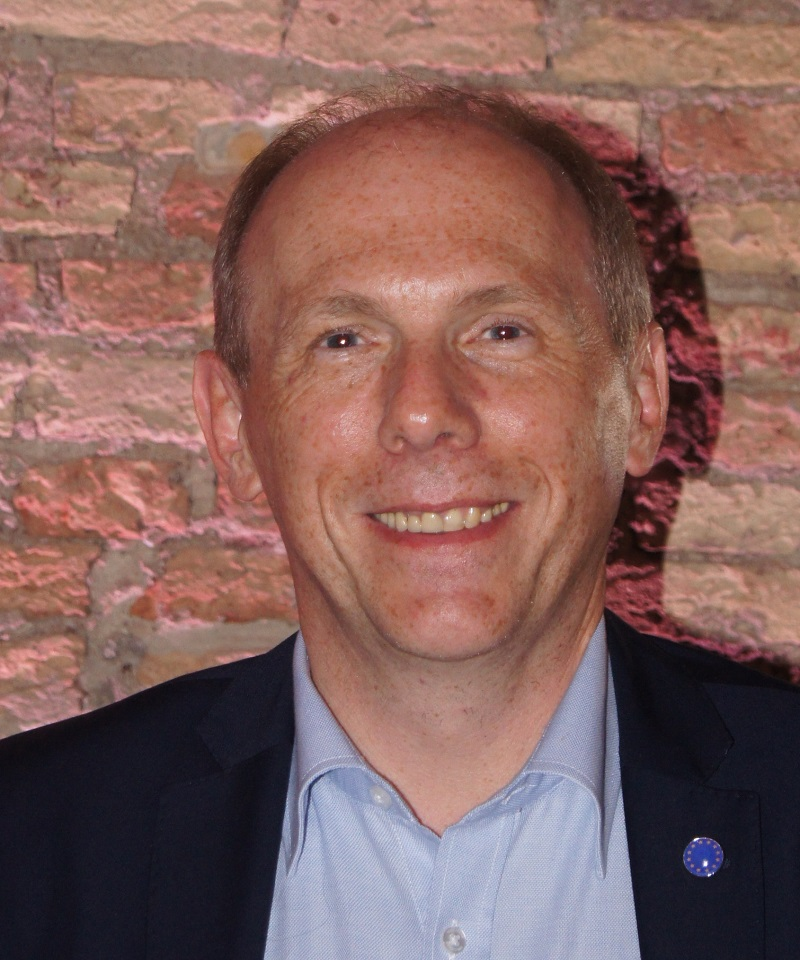
Cezary Obracht-Prondzyński (2018)

Cezary Obracht-Prondzyński (* 27. Dezember 1966 in Bytów) ist ein polnischer Soziologe, Anthropologe und Historiker. Er ist Leiter der Abteilung für Sozialanthropologie des Instituts für Philosophie, Soziologie und Journalismus der Universität Danzig. Von 2005 bis 2012 war er Direktor dieses Instituts. Seine Forschungsinteressen betreffen vor allem die Frage der nationalen Minderheiten, besonders der Kaschuben. Sein Buch Kaschuben heute. Kultur, Sprache, Identität erschien in vier Sprachen.
Neben Hunderten von wissenschaftlichen Aufsätzen verfasst Obracht-Prondzyński auch populärwissenschaftliche und journalistische Artikel. Von 1995 bis 2000 war Hauptredakteur der Monatszeitschrift „Pomerania“. Er ist Mitglied mehrerer wissenschaftlicher Gesellschaften, unter anderem der Wissenschaftlichen Gesellschaften von Danzig und Toruń (Gdańskie Towarzystwo Naukowe und Towarzystwo Naukowe w Toruniu) sowie Vorsitzender des Kaschubischen Instituts (Instytut Kaszubski w Gdańsku). Für die Polnische Gesellschaft für Soziologie hat Obracht 2016 den XVI. Nationalen Kongress der Soziologie ausgerichtet. Er ist im Stiftungsrat des Zentrums für Sozialforschung und Analyse (Ośrodek Badań i Analiz Społecznych) in Danzig und wirkt mit im Programmrat des Baltischen Kulturzentrums in Danzig (Nadbałtyckie Centrum Kultury w Gdańsku) und des Pommerschen Bürgerkongresses (Pomorski Kongres Obywatelski).
In Kaschubien arbeitet Obracht-Prondzyński in den Museumsräten von Wejherowo, Bytów und Słupsk mit und ist Vorsitzender des Stiftungsrats der Kaschubischen Volksuniversität (Kaszubski Uniwersytet Ludowy).

## Ehrungen (Auswahl)
- Zygmunt-Gloger-Medaille, 2004.

## Schriften (Auswahl)
Bücher
- Jan Karnowski (1886–1939) – pisarz, polityk i kaszubsko-pomorski działacz regionalny. Gdańsk 1999.
- Pomorski ruch regionalny. Szkic do portretu. Gdańsk 1999.
- Kaszubi – między dyskryminacją a regionalną podmiotowością. Gdańsk 2002.
- Ku samorządnemu Pomorzu. Szkice o kształtowaniu się ładu demokratycznego. Gdańsk 2002.
- W kręgu problematyki kaszubsko-pomorskiej. Studia i szkice. Gdańsk und Wejherowo 2003.
- Bibliografia do studiowania spraw kaszubsko-pomorskich. Gdańsk 2004.
- Dziesięć lat pracy Instytutu Kaszubskiego 1996–2006. Gdańsk 2006.
- Zjednoczeni w idei. Pięćdziesiąt lat działalności Zrzeszenia Kaszubsko-Pomorskiego (1956–2006). Gdańsk 2006.
- Na kaszubskich rubieżach. Szkic o bytowskim oddziale Zrzeszenia Kaszubsko-Pomorskiego. Bytów und Gdańsk 2007.
- Pomorski los. Opowieść Heleny Pluty z Nowych Prus. Gdańsk 2007.
- Kaszubi dzisiaj. Kultura – język – tożsamość. Gdańsk 2007.
  - Kaszëbi dzys. Kùltura – jãzëk – tożsamòsc. Gduńsk 2007.
  - Kaschuben heute. Kultur – Sprache – Identität. Danzig, Instytut Kaszubski, 2007. ISBN 978-83-89079-78-7
  - The Kashubs Today. Culture – Language – Identity. Gdańsk 2007.
- Kaszubskich pamiątek skarbnice. O muzeach na Kaszubach – ich dziejach, twórcach i  funkcjach społecznych. Gdańsk 2008.
- Ksiądz Ignacy Cyra (1856–1914). Prezes Towarzystwa Młodokaszubów. Bytów 2012.
- Hrsg.: Problemy i wyzwania edukacji mie̜dzykulturowej. = Probleme und Herausforderungen der interkulturellen Bildung. (Konferenzschrift) Gdańsk und Wieżyca 2007.
- Mit J. Borzyszkowski, K. Kulikowska: Kaszubi a Gdańsk. Kaszubi w Gdańsku. Gdańsk 2009.